# ISO 3166-2:SK

Die acht Kraje (Landschaftsverbände) der Slowakei

Die Liste der ISO-3166-2-Codes für die Slowakei enthält die Codes für die acht Kraje (Landschaftsverbände).

Die Codes bestehen aus zwei Teilen, die durch einen Bindestrich voneinander getrennt sind. Der erste Teil gibt den Landescode gemäß ISO 3166-1 (für die Slowakei SK), der zweite den Code für den Landschaftsverband wieder.
Die aktuellen Codes stehen auf der Seite der ISO unter #iso:code:3166:SK zur Verfügung.

Der Code entspricht NUTS:SK-2.
| Kraj                 | Code  |
| -------------------- | ----- |
| Banskobystrický kraj | SK-BC |
| Bratislavský kraj    | SK-BL |
| Košický kraj         | SK-KI |
| Nitriansky kraj      | SK-NI |
| Prešovský kraj       | SK-PV |
| Trenčiansky kraj     | SK-TC |
| Trnavský kraj        | SK-TA |
| Žilinský kraj        | SK-ZI |